# Democratisch Socialisten ’70

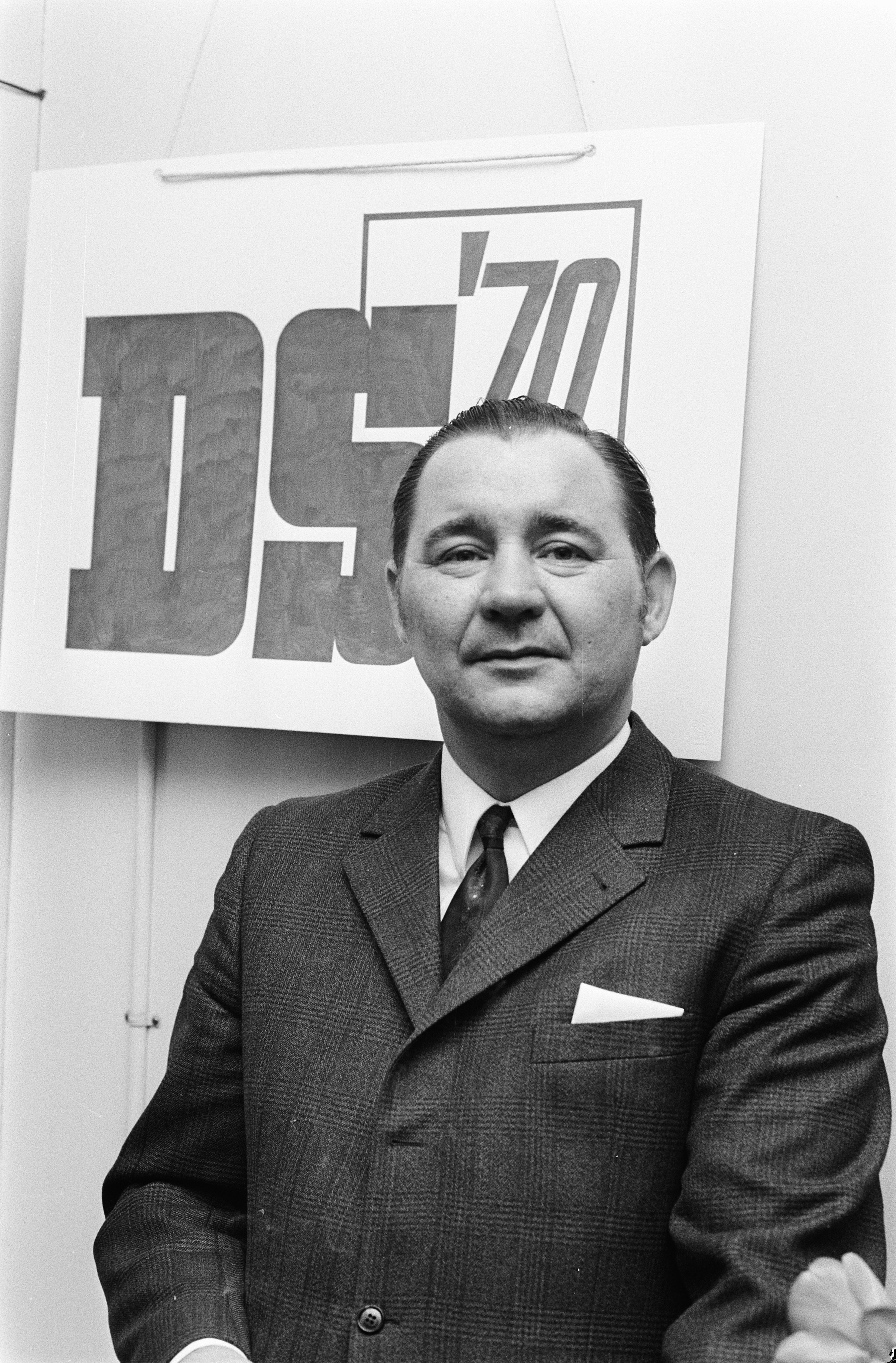
Mitbegründer Hendrik Pors jr. bei einem DS'70-Treffen 1970, mit Parteilogo. Von 1952 bis 1970 war er Mitglied der PvdA gewesen, bis 1973 Mitglied von DS'70 und 1971/1972 auch Kammermitglied.

Democratisch Socialisten '70 (DS '70) war eine niederländische Partei, die von 1970 bis 1983 bestand. Die rechte Abspaltung der sozialdemokratischen Partij van de Arbeid war im nationalen Parlament und 1971/1972 in der nationalen Regierung vertreten. Sie kombinierte sozialdemokratisches und sozialliberales Gedankengut, vertrat im Parlament allerdings auch „rechte“ Themen wie die Kriminalitätsbekämpfung. 
Mitte der 1970er-Jahre begann ihr Anhang deutlich zu schrumpfen, was teilweise daran lag, dass die PvdA in Regierungsverantwortung wieder gemäßigter wurde. Nachdem DS'70 in den Wahljahren 1981 und 1982 keinen Kammersitz mehr erhalten hatte, löste sie sich 1983 auf.

## Entstehung
1946, kurz nach der deutschen Besetzung, war in den Niederlanden eine neue Partei entstanden, die den alten gesellschaftlichen Partikularismus (die Verzuiling) durchbrechen und eine große linke Volkspartei bilden sollte: die Partij van de Arbeid. Grundlage der neuen Partei war allerdings die sozialdemokratische Sociaal-democratische Arbeiderspartij aus der Vorkriegszeit und zusätzlich die kleine sozialliberale Partei Vrijzinnig Democratische Bond. 
In den 1960er-Jahren kam es in den Niederlanden zu allerlei wirtschaftlichen, gesellschaftlichen und politischen Entwicklungen, die in Parteien zu Radikalisierungen führten. Kleine radikale Gruppen versuchten, den Kurs der jeweiligen Gesamtpartei zu beeinflussen. Meistens funktionierte dies nicht, so dass die Gruppen eine neue, linkere Partei gründeten. In der PvdA hingegen gelang es der radikalen Gruppe, Nieuw-Links genannt, die frühere Führungsschicht zu ersetzen. Allerdings blieb die Radikalisierung der PvdA in den folgenden Jahren eher begrenzt, auch wegen der Regierungsverantwortung von 1973 bis 1977.
Doch um 1970 erlebten PvdA-Politiker, die oftmals zu den Gründern gehört und im Widerstand gearbeitet hatten, die neue Richtung als bedrohlich und unangenehm. Sie standen dem personalistisch socialisme der alten SDAP und der politischen Mentalität der Freisinnigen nahe. Sie fühlten sich von den jungen Radikalen überfallen. Es erschien ihnen, dass die Radikalen nicht etwa Konflikte zu vermeiden suchten, sondern diese selbst gern zustande brachten: Polarisierung als Mittel, sogar als Ziel.
Die gemäßigten PvdA-Politiker hingegen versuchten, ähnlich wie früher die Freisinnigen, große Gegensätze in der Gesellschaft gar nicht erst entstehen zu lassen. Ihnen war das Funktionieren der parlamentarischen Demokratie wichtig, um notwendige Veränderungen in der Gesellschaft zu verwirklichen. Dies sollte bewusst und auf vernünftige Weise geschehen.
Es waren vor allem PvdA-Politiker auf lokaler Ebene (unter anderem in Eindhoven), die am 14. Februar 1970 den Entschluss fassten, eine neue Partei zu gründen: Democratisch Socialisten '70. Sie erlangten Unterstützung von einigen Anhängern der alten Arbeiterbewegung, die sich von der intellektualistisch gewordenen PvdA nicht mehr vertreten fühlten. Zwei PvdA-Parlamentarier verließen ihre Partei aus außenpolitischen Gründen.
Spitzenkandidat der neuen Partei wurde Willem Drees jr., der Sohn des ehemaligen PvdA-Ministerpräsidenten gleichen Namens. Vater Drees, der für den Ausbau des niederländischen Sozialstaats berühmt war, hatte ebenfalls die PvdA verlassen und sympathisierte mit DS'70, wurde aber kein Mitglied.
Die Kandidatur von Drees jr. wurde am 8. Januar 1971 bekannt gegeben. Er war im Mai 1970 Parteimitglied geworden und erlangte rasch großen Einfluss. In einem frühen Interview bezeichnete er die PvdA als labil, die rechtsliberale VVD als konservativ und geldgierig, die Konfessionellen als Hauptursache für die niederländische Rückständigkeit.

## Regierungspartei 1971/1972

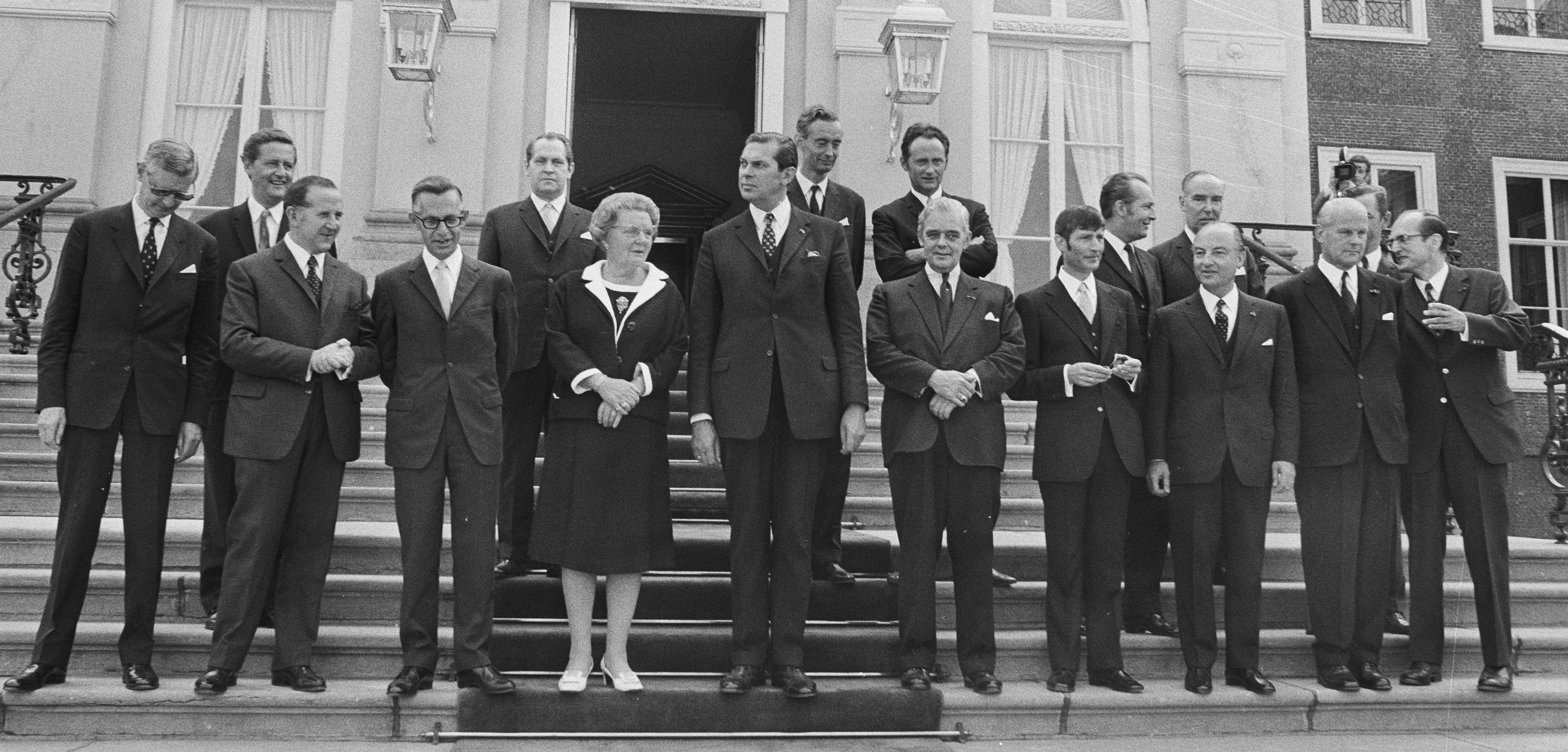
Kabinett Biesheuvel I, mit Königin Juliana. Vom Betrachter rechts von der Königin steht Ministerpräsident Biesheuvel, ganz rechts Drees.

Mit acht Sitzen (von 150) gelang DS'70 bei den Wahlen zur Zweiten Kammer am 29. April 1970 ein überaus beachtenswerter Einzug ins Parlament. Die Konfessionellen (ARP, CHU und KVP) und Rechtsliberalen (VVD) kamen der neuen Partei bei den Koalitionsverhandlungen deutlich entgegen, und im (ersten) Kabinett von Barend Biesheuvel (ARP) erhielt sie zwei Posten. Drees wurde Verkehrsminister, Mauk de Brauw Minister ohne Geschäftsbereich mit Verantwortung für die Wissenschaftspolitik. Fraktionsvorsitzender war J. J. A. Berger.
Der politische Stil der DS'70-Minister kam bei ihren Kollegen und vor allem beim konfessionellen Ministerpräsidenten Biesheuvel schlecht an. DS'70-Minister De Brauw geriet in Konflikt mit Sozialminister Boersma, denn letzterer lehnte Eingriffe in die Tarifautonomie strikt ab. Streit gab es zum Beispiel auch zwischen dem Ministerpräsidenten und dem Finanzminister einerseits und Drees andererseits. Ministerpräsident und Finanzminister wollten, dass eventuelle Zusatzausgaben für die öffentlichen Verkehrsmittel mit Geldern aus Drees' Verkehrsressort gedeckt werden sollten. Die DS'70-Minister fanden dies unerträglich, auch, dass so eine fundamentale Änderung nicht einmal als eigener Punkt auf der Tagesordnung auftauchte.
Während DS'70 Lohnmäßigung und Inflationsbekämpfung forderte, hatte Biesheuvel sich als „Fortschrittlicher“ positioniert. Das taktisch wenig gefühlvolle Handeln des Ministerpräsidenten führte schließlich dazu, dass die DS'70-Minister in der Nacht vom 16. auf den 17. Juli 1972 ihren Rücktritt beschlossen. Mögliche Gründe waren, dass Biesheuvel die neue kleine Partei bekämpfen wollte oder auf einen eigenen Erfolg bei Neuwahlen spekulierte; vielleicht dachte Biesheuvel, die Krise begrenzen zu können, denn am 18. Juli bat er den DS'70-Fraktionsführer noch, neue Minister vorzutragen. Allerdings waren auch die Rechtsliberalen beispielsweise gegen den von DS'70 geforderten Eingriff in die Tarifautonomie.

## Kleine Kammerpartei

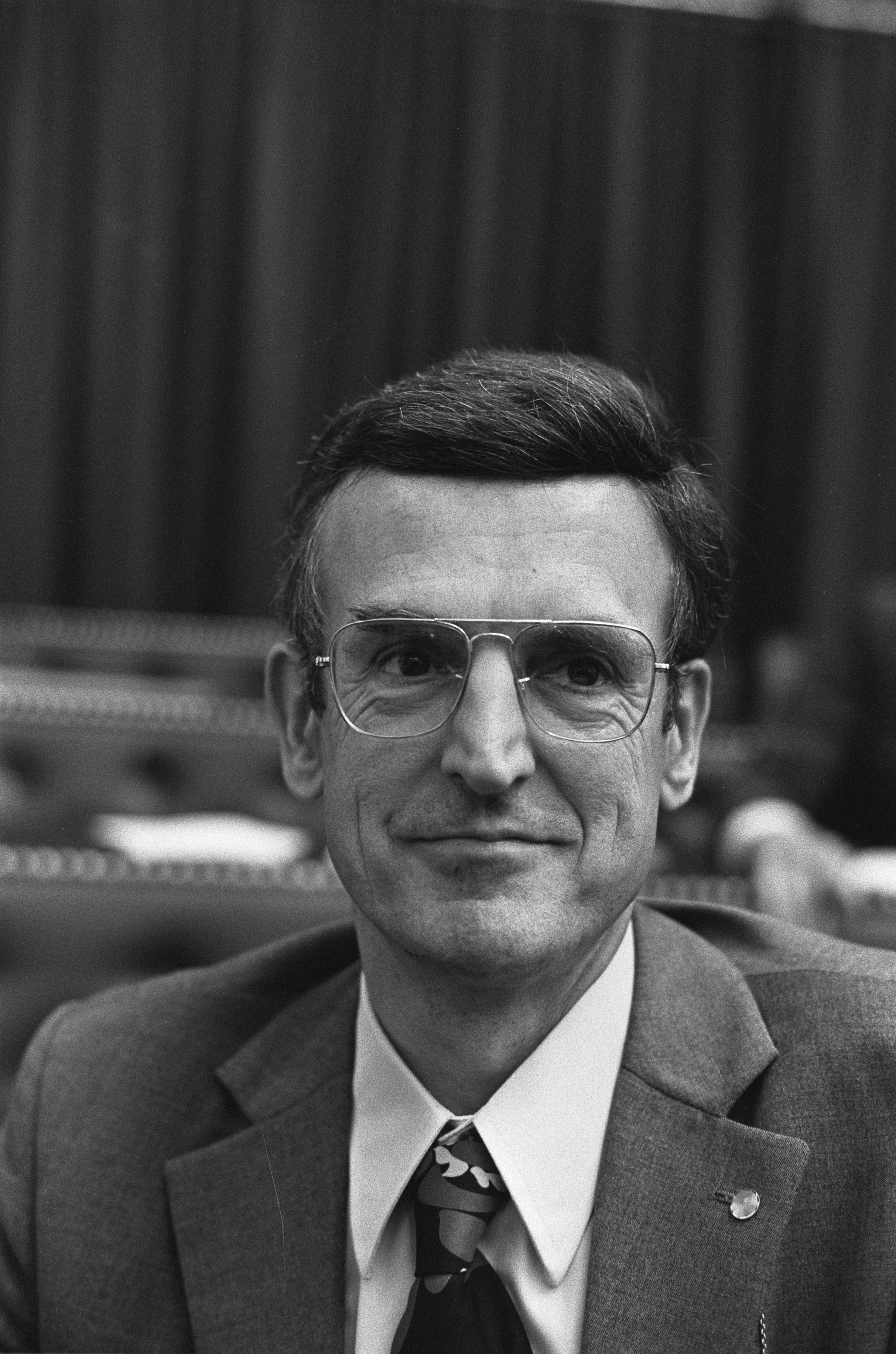
Willem Drees 1973 in der Zweiten Kammer

Bei den Neuwahlen 1972 behielten die Democratisch Socialisten '70 noch sechs Sitze statt vorher acht. Die früheren Wähler gingen vor allem zu den Rechtsliberalen, teilweise zur PvdA. Vingerling und Schouten urteilen in ihrer Dissertation, DS'70 sei damals ein Opfer der Polarisierung (in der Gesellschaft) geworden, die sie selbst so sehr bekämpfte. Drees, der Fraktionsvorsitzender wurde, wählte einen gemäßigten und sachlichen Kurs.

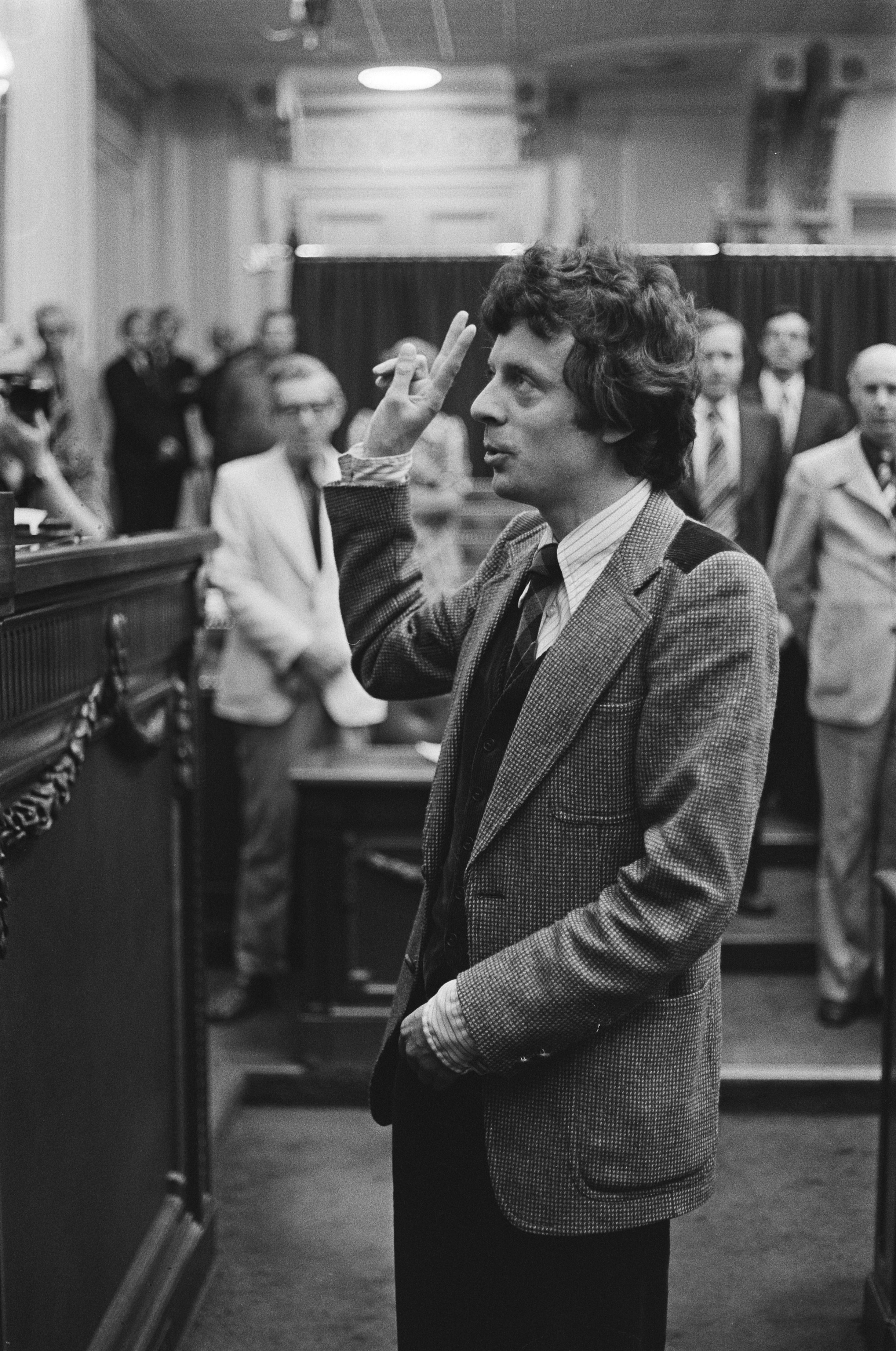
Ruud Nijhof bei seiner Vereidigung als Kammermitglied 1977

Durch Niederlagen bei den Provinz- und Gemeinderatswahlen des Jahres 1974 entstanden zwei Lager in der Partei: eine grundsätzlich sozialistische Richtung und eine Richtung, der eine gemäßigte Reformpartei vorschwebte. Im April 1975 traten vier von den sechs Fraktionsmitgliedern in der Zweiten Kammer zurück (unter ihnen Parteivorsitzender De Brauw), unter anderem wegen Drees. Dieser profiliere die Partei nicht genug als Oppositionspartei und sei nicht zurückhaltend genug bei Themen wie Umwelt, Atomkraft und öffentliche Verkehrsmittel. Der rechtere De Brauw wollte auch den Namen der Partei verändert sehen. Der plötzliche Bruch 1975 ist nicht zuletzt mit persönlichen Animositäten zu erklären.
Im Jahre 1977 erhielt die Partei nur noch einen Kammersitz, und da Drees allgemein für eine Drei-Sitze-Hürde plädiert hatte, nahm er den Sitz nicht an. Kammermitglied wurde dann Ruud Nijhof, der zwar wie Drees dem linken (sozialistischen) Flügel angehörte, aber mit law-and-order-Themen wie der Kriminalitätsbekämpfung punkten wollte.
Den Wahlkampf für die Kammerwahlen vom Mai 1981 bestritt DS'70 mit Nijhof als Spitzenkandidat und dem Programm Morgen is nu (Morgen ist heute). Trotz günstiger Umfrageergebnisse verlor die Partei ihren letzten Sitz. Während ein vom Parteivorstand eingesetzter Ausschuss für die Auflösung plädierte, sprach der Parteivorsitzende Zeger Hartog sich auf dem Parteitag vom Dezember jedoch für ein Weitermachen aus.
Nachdem auch bei den Kammerwahlen von September 1982 kein Sitz errungen wurde, entschied der Vorstand sich am 15. Januar 1983 für die Auflösung der Democratisch Socialisten '70. Von 62 Mitgliedern der letzten Parteiversammlung stimmten 50 für die Auflösung (elf gegen, eine Enthaltung). Die formelle Auflösung passierte am 31. März 1983.

## Politische Ideen
DS'70 war eine rechte Abspaltung der PvdA. Davor gehörten viele Anhänger ihrer Richtung zum rechten Flügel der Partei, Democratisch Appèl. Ferner nahmen sich die DS'70-Minister rechter Themen an, wie Einsparungen und ein pro-amerikanischer Kurs. Ging es DS'70 anfangs noch darum, die PvdA zu korrigieren, strömten nach 1972 Menschen in die Partei, die keiner oder einer anderen Partei angehört hatten. Nach den Wahlniederlagen gewann das freisinnig-demokratische Gedankengut an Boden. DS'70 sollte die Trennung zwischen Sozialismus und Liberalismus durchbrechen.
Positionierte die stark programmorientierte Partei sich anfangs als Partei links von der Mitte, entwickelte sie sich nach dem Weggang von Drees als sozial-konservativ. Sie wollte das sozialdemokratische Etikett behalten, aber ihre veröffentlichten Auffassungen passten nicht mehr dazu.

### Staatsreform und Demokratisierung
Die Democratisch Socialisten '70 traten für die Einführung eines (beratenden) Referendums ein, für eine längere Legislaturperiode (von vier auf sechs Jahre), ein kleineres Parlament und ein gemischtes Wahlsystem mit Wahlhürde. Hiermit stand sie in der freisinnigen Tradition. In der sozialdemokratischen Tradition war sie für betriebliche Mitbestimmung.
DS'70 betonte allerdings auch, dass für den Bürger Sicherheit wichtig ist. Die Politik solle daher für Prävention und für Verbrechensbekämpfung sorgen sowie sich besser um die Opfer von Gewaltverbrechen kümmern. Ferner trat DS'70 für den Kampf gegen Alkohol- und Drogenmissbrauch ein.

### Finanzen, Wirtschaft und Soziales

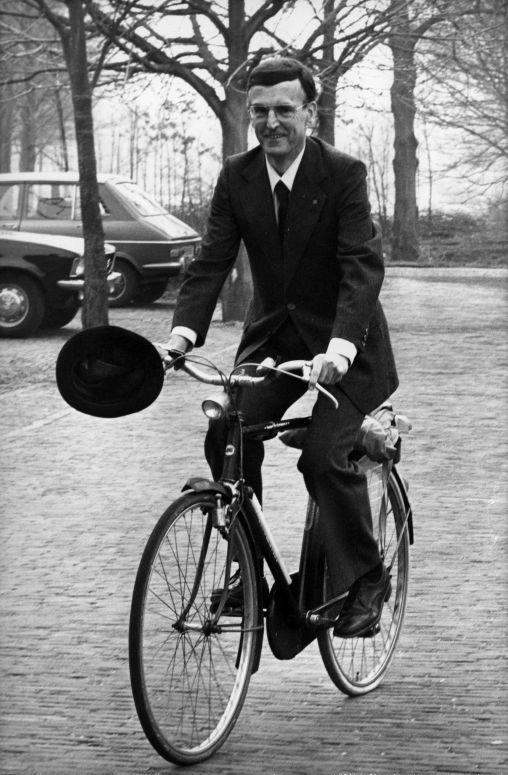
Willem Drees jr. 1977 auf dem Weg zur Königin

DS'70 wollte die Inflation bekämpfen, die Sparer und Privatversicherte bedrohte und die Gefahr der Arbeitslosigkeit erhöhte. Außerdem sollten die Staatsausgaben verringert werden und der Haushalt saniert werden. DS'70 trat auch für niedrigere und einfachere Steuern ein. Dennoch sah DS'70 eine große Rolle für den Staat vor, der all dies realisieren sollte. Wenn der Markt nicht für eine gerechte Einkommensverteilung sorgen konnte, sollte dies der Staat über die Steuern und Abgaben leisten. Kindergeld sollte unabhängig vom Einkommen der Eltern gezahlt werden, da Kinder selbstständige Rechte hätten. Die Pensionsrechte von politischen Amtsträgern fand DS'70 zu hoch.
Im Sinne der freien Entfaltung der Persönlichkeit sollte Sozialhilfe gerecht sein, der Bürger sollte aber auch richtig davon Gebrauch machen. DS'70 dachte an eine bessere Organisation des Sozialwesens und eine bessere Bekämpfung von Missbrauch. Beispielsweise sah sie in der Erwerbsunfähigkeitsgesetzgebung ein Mittel, mit dem Betriebe (mit Wissen der Gewerkschaften) überflüssiges Personal loswurde.

### Bildung und Umwelt
Bildung war ein wichtiger Gesichtspunkt im Personalistisch Socialisme. Das Bildungswesen sollte Jugendliche auf die Gesellschaft und den Arbeitsmarkt vorbereiten; DS'70 hatte viele Vorschläge für einen offeneren Unterricht sowie für ein besseres Berufsschulwesen. Unterricht sollte für jeden verfügbar sein, unabhängig vom Einkommen der Eltern. Allerdings sollten im Hochschulbereich keine teuren Ausbildungen staatlich gefördert werden, für die es in der Gesellschaft keine Nachfrage gab. Studiengebühren waren für DS'70 ein Garant für ein verantwortungsbewussteres Studieren. DS'70 sprach sich ferner gegen Willkür in der Kunstförderung aus.
Das geringe Raumangebot in den Niederlanden sollte besser genutzt werden, so war DS'70 die Mobilität per Auto ein Dorn im Auge. Mit einer besseren Raumordnung und Durchmischung von Wohnen, Arbeiten, Einkaufen und Erholung könne man den Bedarf an Mobilität eindämmen. Als sozialdemokratische Partei war für DS'70 ein großes Angebot an Wohnraum wichtig, dieser sollte aber nicht durch Subventionen, sondern durch die Steuerpolitik gefördert werden.
DS'70 nahm sich auch Themen wie dem Umweltschutz und dem Energiesparen an. Durch Energiesparen sei, bei Erhalt des Wohlstandsniveaus, der Ausbau der Kernenergie überflüssig. Die Einkünfte durch das Erdgas sollten in langfristige Projekte für eine nachhaltige Energiegewinnung investiert werden.

### Außen- und Sicherheitspolitik
In der Außenpolitik war DS'70 wenig erneuernd, sie sah die Niederlande als kleines Land ohne großen Einfluss an. DS'70 war pro-europäisch und für Mehrheitsbeschlüsse im Ministerrat der EWG, pro-israelisch und verlangte von der PLO die Anerkennung von Israels Grenzen und die Beendigung des Terrorismus, und pro-amerikanisch. Die USA verteidigten aus Sicht von DS'70 die demokratischen Rechte, auch in Indochina.
Für DS'70 war die NATO als kollektives Sicherheitssystem und Verteidigerin der Freiheit Grundlage der Sicherheitspolitik. Ein entsprechendes niederländisches Verteidigungsbudget war wichtig. In diesem Punkt unterschied sich DS'70 scharf von der linken PvdA, die erst Mitte der 1970er-Jahre anerkannte, dass das Land in der NATO bleiben solle.
Länder, die gegen die demokratische Ordnung und für aggressive Ziele eintraten, sollten nach Ansicht von DS'70 keine Entwicklungshilfe erhalten. Die Höhe von Entwicklungshilfe sollte allgemein in einem Zusammenhang mit den finanziellen Möglichkeiten der Niederlande stehen. Daher war DS'70 kritisch gegenüber der damaligen Erhöhung der Entwicklungshilfe. Außerdem verwendete DS'70 im Jahre 1974 mit dem Bericht „Die Niederlande dürfen kein Einwanderungsland werden“ den Ausdruck „Unser Land ist voll“, was von linken Medien scharf verurteilt wurde. Die Einwanderung aus den karibischen Kolonien sollte eingeschränkt werden. Die Kolonialbeziehung sei aber durch völkerrechtliche Beziehungen zu ersetzen.

## Wahlergebnisse
| Jahr | Stimmen | Sitze |
| ---- | ------- | ----- |
| 1971 | 5,3 %   | 8     |
| 1972 | 4,1 %   | 6     |
| 1977 | 0,7 %   | 1     |
| 1981 | 0,6 %   | 0     |
| 1982 | 0,4 %   | 0     |

## Strukturelles
Das Sekretariat von DS'70 befand sich in Amsterdam. Die Jugendorganisation hieß Sociaal-Demekratisch Jongeren Aktief (SDJA), die Parteistiftung Stichting Wetenschappelijk Instituut DS'70. In den 1970er-Jahren hatte die Partei ca. dreitausend Mitglieder, dies nahm um 1980 ab und sank bis Dezember 1981 auf 2.500.
Parteivorsitzende:
- A. van Stuyvenberg (bis 14. November 1970 vorläufig), 4. April 1970 bis 30. Oktober 1971
- F. L. Polak, 30. Oktober 1971 bis 7. April 1973
- M. L. de Brauw, 7. April 1973 bis 8. März 1975
- G. Abma, März 1975 bis 19. April 1975
- H. Staneke, 19. April 1975 bis 26. November 1977
- Z. Hartog, 26. November 1977 bis 31. März 1983

## Belege
1. ↑  Herman Vingerling, Christiaan Cornelis Schouten: Democratisch Socialisten '70. Nevenstroom in de sociaal-democratie? Diss. Rotterdam, Rotterdam 2003, S. XIV.
2. ↑  Herman Vingerling, Christiaan Cornelis Schouten: Democratisch Socialisten '70. Nevenstroom in de sociaal-democratie? Diss. Rotterdam, Rotterdam 2003, S. XV.
3. ↑  Herman Vingerling, Christiaan Cornelis Schouten: Democratisch Socialisten '70. Nevenstroom in de sociaal-democratie? Diss. Rotterdam, Rotterdam 2003, S. XIV.
4. ↑  Herman Vingerling, Christiaan Cornelis Schouten: Democratisch Socialisten '70. Nevenstroom in de sociaal-democratie? Diss. Rotterdam, Rotterdam 2003, S. XIV.
5. ↑  Parlement & Politiek: Democratisch-Socialisten 1970 (DS'70), Abruf am 15. Februar 2012.
6. ↑  Herman Vingerling, Christiaan Cornelis Schouten: Democratisch Socialisten '70. Nevenstroom in de sociaal-democratie? Diss. Rotterdam, Rotterdam 2003, S. 121/122.
7. ↑  Herman Vingerling, Christiaan Cornelis Schouten: Democratisch Socialisten '70. Nevenstroom in de sociaal-democratie? Diss. Rotterdam, Rotterdam 2003, S. XVI.
8. ↑  Herman Vingerling, Christiaan Cornelis Schouten: Democratisch Socialisten '70. Nevenstroom in de sociaal-democratie? Diss. Rotterdam, Rotterdam 2003, S. XVII/XVIII.
9. ↑  Herman Vingerling, Christiaan Cornelis Schouten: Democratisch Socialisten '70. Nevenstroom in de sociaal-democratie? Diss. Rotterdam, Rotterdam 2003, S. XVIII.
10. ↑  Herman Vingerling, Christiaan Cornelis Schouten: Democratisch Socialisten '70. Nevenstroom in de sociaal-democratie? Diss. Rotterdam, Rotterdam 2003, S. XVIII/XIX.
11. ↑  Herman Vingerling, Christiaan Cornelis Schouten: Democratisch Socialisten '70. Nevenstroom in de sociaal-democratie? Diss. Rotterdam, Rotterdam 2003, S. XIX/XX.
12. ↑  Herman Vingerling, Christiaan Cornelis Schouten: Democratisch Socialisten '70. Nevenstroom in de sociaal-democratie? Diss. Rotterdam, Rotterdam 2003, S. 261/262.
13. ↑  Herman Vingerling, Christiaan Cornelis Schouten: Democratisch Socialisten '70. Nevenstroom in de sociaal-democratie? Diss. Rotterdam, Rotterdam 2003, S. 263/264.
14. ↑  Herman Vingerling, Christiaan Cornelis Schouten: Democratisch Socialisten '70. Nevenstroom in de sociaal-democratie? Diss. Rotterdam, Rotterdam 2003, S. XX/XXI.
15. ↑  Herman Vingerling, Christiaan Cornelis Schouten: Democratisch Socialisten '70. Nevenstroom in de sociaal-democratie? Diss. Rotterdam, Rotterdam 2003, S. XXI.
16. ↑  Herman Vingerling, Christiaan Cornelis Schouten: Democratisch Socialisten '70. Nevenstroom in de sociaal-democratie? Diss. Rotterdam, Rotterdam 2003, S. 261.
17. ↑  Herman Vingerling, Christiaan Cornelis Schouten: Democratisch Socialisten '70. Nevenstroom in de sociaal-democratie? Diss. Rotterdam, Rotterdam 2003, S. XXVII.
18. ↑  Herman Vingerling, Christiaan Cornelis Schouten: Democratisch Socialisten '70. Nevenstroom in de sociaal-democratie? Diss. Rotterdam, Rotterdam 2003, S. XXI/XXII.
19. ↑  Herman Vingerling, Christiaan Cornelis Schouten: Democratisch Socialisten '70. Nevenstroom in de sociaal-democratie? Diss. Rotterdam, Rotterdam 2003, S. XXIII/XXIII.
20. ↑  Herman Vingerling, Christiaan Cornelis Schouten: Democratisch Socialisten '70. Nevenstroom in de sociaal-democratie? Diss. Rotterdam, Rotterdam 2003, S. XXIII/XXIV.
21. ↑  Herman Vingerling, Christiaan Cornelis Schouten: Democratisch Socialisten '70. Nevenstroom in de sociaal-democratie? Diss. Rotterdam, Rotterdam 2003, S. XXIV/XXV.
22. ↑  Herman Vingerling, Christiaan Cornelis Schouten: Democratisch Socialisten '70. Nevenstroom in de sociaal-democratie? Diss. Rotterdam, Rotterdam 2003, S. XXV.
23. ↑  Herman Vingerling, Christiaan Cornelis Schouten: Democratisch Socialisten '70. Nevenstroom in de sociaal-democratie? Diss. Rotterdam, Rotterdam 2003, S. XXV.
24. ↑  Herman Vingerling, Christiaan Cornelis Schouten: Democratisch Socialisten '70. Nevenstroom in de sociaal-democratie? Diss. Rotterdam, Rotterdam 2003, S. XXVI.
25. ↑  Parlement & Politiek: Democratisch-Socialisten 1970 (DS'70), Abruf am 15. Februar 2012.
26. ↑  DNNP: DS’70- ledentallen (1970-1983), Abruf am 15. Februar 2012.
27. ↑  DNNP: DS’70 - voorzitters (1970-1983), Abruf am 15. Februar 2012.